# Roswell Farnham

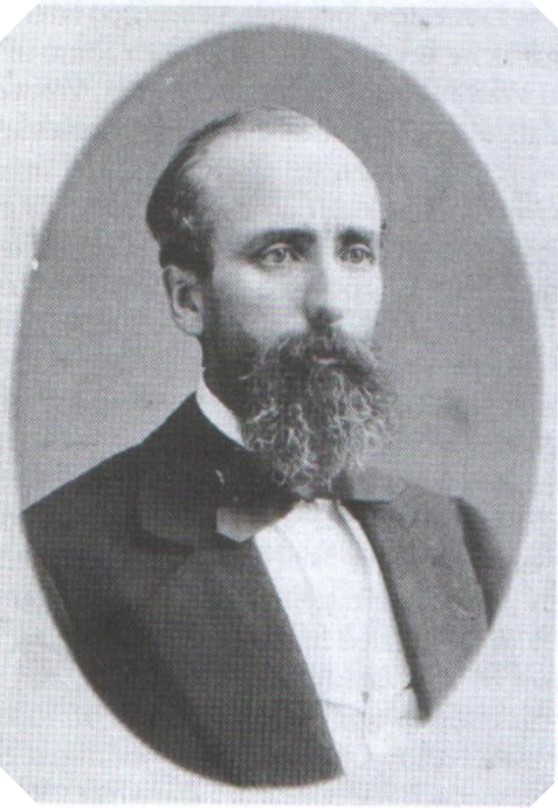
Roswell Farnham.

Roswell Farnham, född 23 juli 1827 i Boston, Massachusetts, död 5 januari 1903 i Bradford, Vermont, var en amerikansk republikansk politiker. Han var guvernör i delstaten Vermont 1880–1882.
Farnham avlade sin master vid University of Vermont och arbetade först som lärare. Han fortsatte sedan med juridikstudier och inledde sin karriär som advokat i Vermont. Efter sin tjänstgöring i nordstatsarmén under amerikanska inbördeskriget återvände han till arbetet som advokat och var sedan ledamot av delstatens senat 1868–1869.
Farnham efterträdde 1880 Redfield Proctor som guvernör och efterträddes 1882 av John L. Barstow. Farnham avled 1903 och gravsattes på Bradford Town Cemetery i Bradford, Vermont.